# Eureka (Montana)
Pour les articles homonymes, voir Eurêka (homonymie).
Eureka est une municipalité américaine située dans le comté de Lincoln au Montana. Selon le recensement de 2010, sa population est de 1 037 habitants. La municipalité s'étend sur 1,01 milles carrés (2,62 km2).
La localité est fondée en 1903 sous le nom de Deweyville. Elle est renommée Eureka pour éviter toute confusion avec le bourg de Dewey, également situé dans le Montana.